# Жозе Фонте
Жозе Мигел да Роша Фонте (порт. José Miguel da Rocha Fonte; Пенафијел, 22. децембар 1983) професионални је португалски фудбалер који игра у одбрани на позицији центархалфа.
Током професионалне каријере играо је за десет различитих клубова, а највише времена је провео у енглеском Саутхемптону за који је играо пуних осам сезона. Са репрезентацијом Португалије је освојио титулу првака Европе на ЕП 2016. у Француској.

## Клупска каријера
Жозе је почео да тренира фудбал као седмогодишњи дечак у екипи из свог родног града, а потом је прешао у фудбалску академију лисабонског Спортинга. У дресу Спортинга је започео и професионалну каријеру, али играјући за резервни састав који се такмичио у то време у португалској трећој лиги. Сезону 2005/06. проводи играјући за Виторију Сетубал, а потом одлази у Бенфику. Цело време трајања уговора са Бенфиком играо је као позајмљен играч у другим клубовима, да би напослетку 2008. прешао у енглески Кристал Палас.  
У јануару 2010. прелази у рдове Саутхемптона са којим потписује троипогодишњи уговор вредан око 1,4 милиона евра. У Саутхемптону је током осам сезона одиграо 288 утакмица у свим такмичењима и постигао 15 голова. Након тога је одиграо још једну и по сезону у Премијер лиги за екипу Вест Хем јунајтеда.
У фебруару 2018. одлази у Кину и потписује уговор са екипом Даљен Јифенга вредан 5,57 милиона евра. У јулу исте године, враћа се у Европу и потписује за француски Лил.

## Репрезентативна каријера
За сениорску репрезентацију Португалије дебитовао је тек 3. октобра 2014. у пријатељској утакмици против Аргентине. Прво велико такмичење на ком је наступио било је Европско првенство 2016. у Француској где је одиграо све утакмице нокаут фазе, и са репрезентацијом освојио титулу европског првака. 
Играо је и на Купу конфедерација 2017, као и на Светском првенству 2018. у Русији.

## Признања и успеси
Лил
- Првенство Француске: 2020/21.
- Суперкуп Француске: 2021.

 Португалија
- Европско првенство:  2016.
- Куп конфедерација:  2017.